# Pirateca
Pirateca es un proyecto de biblioteca fantasma y sitio web que aloja libros digitales escaneados para libre descarga. Los libros que almacena están protegidos por derechos de autor; sin embargo, la misión del proyecto es abrirlos para que estén a disposición de quienes quieran descargarlos y leerlos.
La frase de su sitio web y el inicio de su manifiesto es "Los libros no se roban, se expropian." Las y los integrantes de Pirateca trabajan de forma anónima y se consideran “una red sin integrantes fijos ni organización clara”.

## Digitalización y difusión
Pirateca comparte libros que sus integrantes han digitalizado desde el 2019. En su sitio web tienen libros digitalizados que proceden de editoriales como Sexto Piso, Acantilado, Impronta, Caja Negra, Penguin Random House, Anagrama, Tusquets, Akal, Antílope, Fondo de Cultura Económica, Pepitas de Calabaza y Almadía. Este catálogo ha sido seleccionado a partir de lo que denominan "curaduría de la amistad"; es decir, los libros que les significan, con los cuales tejen lazos, afectos y relaciones entre personas.

## Filosofía

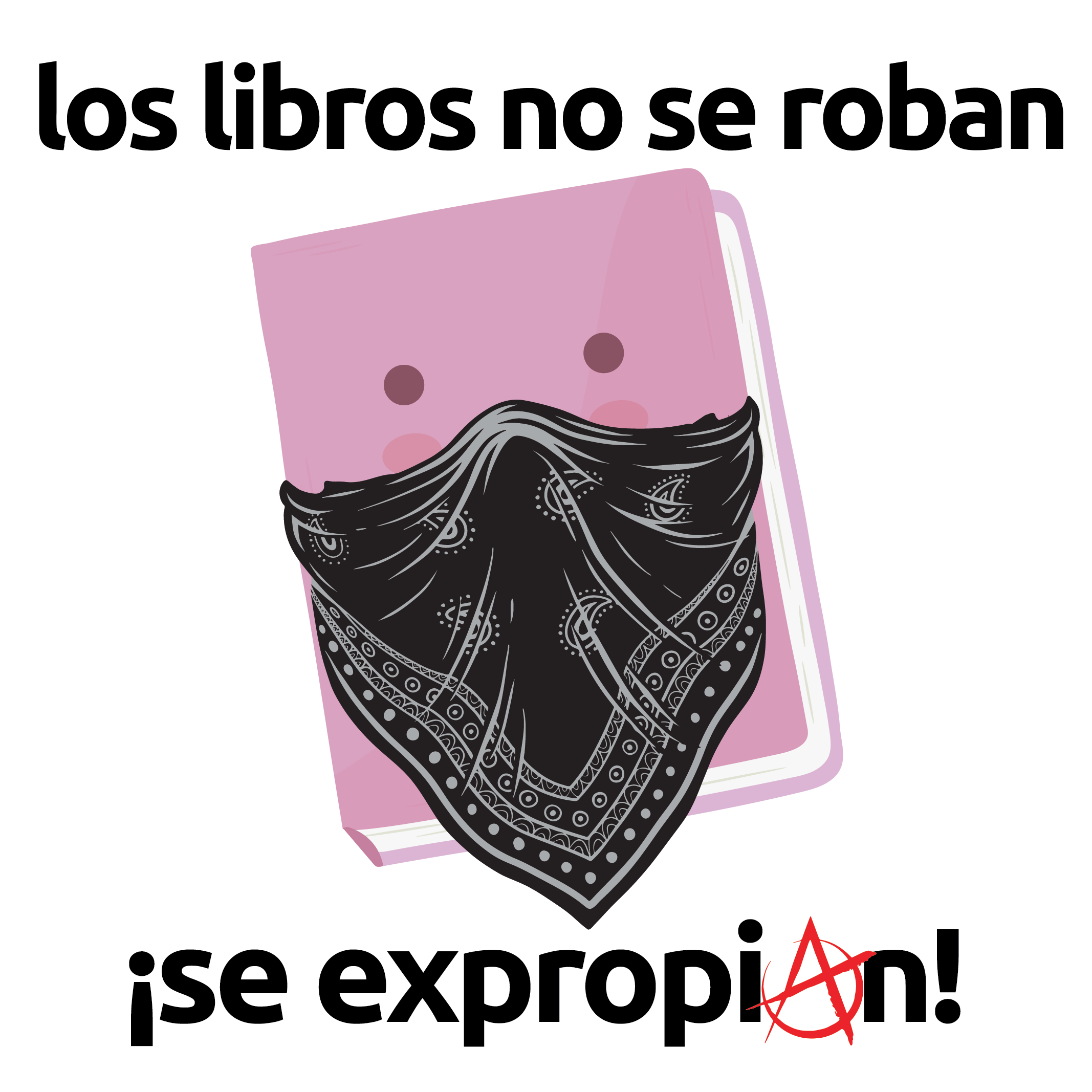
Imagen de Pirateca con la frase "Los libros no se roban, se expropian"

El lema del proyecto "Los libros no se roban, se expropian", parte de la base de que compartir un texto y liberarlo no es un robo, pues se multiplica el valor de este cuando pasa a más manos. La idea de que compartir los libros es un 'robo' (despojo o privación) es un malentendido que ha esparcido el ámbito mercantil y comercial que ve a los libros como mercancía. En cambio proponen la palabra 'expropiar', la cual significa, sacar algo del ámbito privado y ponerlo en común. En sus palabras: 
La palabra “robo” tiene su origen del alemán antiguo rauben, que significa despojar, privar a alguien de un objeto, desposeerlo. El texto —cualquier forma textual— se experiencia (sic) desde la sensibilidad: por eso está en las antípodas de ser un objeto mercantil. Multiplicar y difundir un texto, expandir sus capacidades afectivas y sensoriales no despoja a nadie de la posibilidad de generar nuevos afectos y emociones al relacionarse con él. Creemos que no hay despojo en liberar el texto sensible de la prisión del objeto-libro-mercancía para multiplicarlo y replicarlo en otros cuerpos. No hay robo en copiar y compartir un libro.
El proyecto no posee una ideología unificada, aunque comparte algunos ideales del anarquismo, y también de la filosofía del compartir. Señalan que algunas sensibilidades autorales que les han tocado están en libros de Papasquiaro, Silvia Federici, John Cage, Lao-Tse, Deleuze, Duras, Panero, Guattari, Huidobro, Abenshushan, Galeano, Benjamin, Borjes, Thoreau, Marcos, entre muchos más. A su vez consideran que su labor es micropolítica, no es jerárquica ni planea cambiar un orden:
Proponemos transformar en hogares, formas-de-vida y habitares todos los destellos revolucionarios que se asoman en nuestros cuerpos. A la conformación de una sociedad oponemos la okupación del mundo de manera des-organizada, molecular, sin órganos, sin jerarquías ni programas. A la construcción de principios, oponemos el ejercicio de la vida desde la multiplicidad. No queremos ser líderes ni coordinadorxs de nada, no queremos ser ejemplo ni mártires. No tomamos la voz de nadie. Aborrecemos la idea de “hablar por los que no pueden”. Lo único que deseamos es movilizar todxs juntxs nuestras potencias singulares y afectos en entramados revolucionarios radicales.

## Problemáticas
En 2021, Pirateca digitalizó el libro Poesía reunida e inédita de Abigael Bohórquez, editado originalmente por el Instituto Sonorense de la Cultura (ISC). El libro era una edición de bajo tiraje, difícil de conseguir, por lo que la Pirateca lo puso a disposición de muchos lectores y lectoras. Una vez que se dio a conocer la acción y se compartió el libro digitalmente, Pirateca comenzó a recibir "amenazas de demanda por parte de los editores y sus perfiles de Telegram e Instagram fueron desactivados."
Ante las amenazas, hubo muestras de solidaridad y apoyo, proveniente incluso de librerías tradicionales, como Pequebú, que señaló que tenían ejemplares físicos de la antología de Abigael Bohórquez, y que harían un 40% de descuento a quienes mostraran que habían descargado el libro a través del sitio de la Pirateca. A su vez, señalaron: "El acceso gratuito a la versión digital no le afecta económicamente a nadie porque las regalías ya las pagó el Estado tanto al editor como a los herederos del poeta." Asimismo, la editorial y librería Impronta, de Jalisco, expresó su solidaridad con Pirateca, señalando que el acto de desobediencia civil que realizan tiene un propósito, que es distribuir libremente los saberes en un país donde los derechos de autor y la propiedad intelectual son excesivos y benefician sólo a los corporativos. Estas librerías apoyaron a Pirateca colocando alcancía en sus sucursales, para recibir donativos.
Las problemáticas legales en torno a los derechos de autor han provenido de parte de las editoriales, puesto que ningún autor en concreto les ha solicitado que su material sea bajado de la plataforma en línea; e, incluso, autoras como Carla Faesler han celebrado y difundido el material de la Pirateca. En este sentido, señalan que la "persecución [sic] discursiva y legal viene, más bien, de las editoriales internacionales, instituciones y herederos de algunos escritores." La abogada de Random House, Quetzalli de la Concha, ha señalado que hay un vínculo entre la piratería editorial y otros ilícitos, como el tráfico "de otras mercancías e incluso de personas"; así como de delitos cibernéticos. Sin embargo, La Pirateca ha señalado que no tienen relación con este tipo de actividades y que el sitio no solicita ni recaba datos de los usuarios. Asimismo, Diego Echeverría Cepeda, integrante de la Cámara Nacional de la Industria Editorial Mexicana (Caniem), critica las prácticas de compartir libros sin autorización del autor, pues considera que suponen un daño a los editores y a los autores, que no reciben sus regalías. En 2022, Hugo Setzer Letsche asumió el cargo de presidente de la Caniem (2022-2024), y en un artículo señaló que la Pirateca era un dolor de cabeza y que operaba de forma "totalmente ilegal".

En julio de 2022, Pirateca publicó un comunicado en sus redes sociales en el que señalaban que la Caniem, el Instituto Mexicano de la Propiedad Intelectual (IMPI) y otras instituciones similares que representaban a la industria editorial estaban realizando una campaña en su contra, que consistía en amenazar e intimidar a posibles contactos para conocer las identidades de las personas detrás de Pirateca; asimismo, el proveedor de internet Megacable comenzó a bloquear el dominio pirateca.com para que sus usuarios no pudieran acceder al mismo. Al mismo tiempo, redes sociales como Facebook, eliminaron publicaciones que tuvieran enlaces que llevaran al sitio de Pirateca. Al final de su comunicado, señalaron:
Aunque quienes nos persiguen obtuvieran un nombre, nosotros decimos: Pirateca es una idea, una forma de vivir los afectos, una forma de hacer amigos. Por eso nos gusta creer que cada vez que alguien piratee un libro, priorice el amor por sus amigos, o cada que se oponga cualquier pequeño gesto a las lógicas depredadoras del capital, allí habrá un germen de Pirateca.
El IMPI realizó visitas a las librerías que habían colocado alcancías en favor de la Pirateca, requisándolas. Al mismo tiempo, Megacable, Telmex y, temporalmente Izzi, bloquearon el sitio web de Pirateca; lo cual fue confirmado por el Observatorio Abierto de Interferencias y por Ripe Atlas. Asimismo, Global Voices consultó a los operadores de internet, quienes señalaron que el bloqueo fue realizado por una solicitud realizada por el IMPI.